# Šaštín-Stráže
Šaštín-Stráže (njem. Schoßberg-Strascha, mađ. Sasvár-Morvaőr) je grad u zapadnoj Slovačkoj u Trnavskom kraju  u blizini granice s Češkom. Grad upravno pripada Okrugu Senica.

## Zemljopis
Grad se nalazi u povijesnoj pokrajini Záhorie, oko 18 km od Senice i 65 km od Bratislave. Rijeka Myjava protječe kroz grad, i dijeli ga na dva dijela.

## Povijest
Prvi pisani spomen o Šaštín-Strážama je iz 1218. godine. U srednjem vijeku ovo je naselje u sklopu Sikuli granice za zaštitu Kraljevine Ugarske. Stoga grad ima povijesnu povezanosti s mađarskom etničkom zajednicom Sikula. Iako je grad podjeljen na dva dijela, Šaštín i Stráže nad Myjavou njihova povijest je usko povezan. Sela su spojena 1961. pod imenom Šaštínske Stráže, ime 1971. mijenja u današnji naziv Šaštín-Stráže.
Naselje je 1. rujna 2001. godine dobio status grada te je time najmlađi grad u Slovačkoj.

## Stanovništvo
| Godina:     | 1993. | 2003.   | 2013.   | 2023.   |
| ----------- | ----- | ------- | ------- | ------- |
| Broj ljudi: | 4828  | 5007    | 5136    | 4883    |
| Razlika:    |       | +3,70 % | +2,57 % | -4,92 % |

| Godina:     | 2022. | 2023.   |
| ----------- | ----- | ------- |
| Broj ljudi: | 4882  | 4883    |
| Razlika:    |       | +0,02 % |

Po popisu stanovništva iz 2021. godine grad je imao 4.979 stanovnika. Po popisu stanovništva u gradu živi najviše Slovaka.
- Slovaci 93,99%
- Romi 1,93%
- Česi 0,88%

Prema vjeroispovijesti najviše je rimokatolika 72,91%, ateista 18,74% i luterana 1,41%.

## Vanjske poveznice
- Službena stranica grada

### Ostali projekti
|  | Zajednički poslužitelj ima još gradiva o temi Šaštín-Stráže |